# Alphonse Liguori Chaupa
Alphonse Liguori Chaupa (ur. 26 lipca 1959 w Uvol, zm. 21 marca 2016) – papuański duchowny katolicki, biskup pomocniczy Rabaul 2000-2003 i diecezjalny Kimbe w latach 2003-2008.

## Życiorys
Po ukończeniu szkoły średniej w niższym seminarium duchownym im. św. Piotra Chanela w Ulapii wstąpił do Zgromadzenia Misjonarzy Najświętszego Serca Jezusowego i w tymże zakonie złożył pierwsze śluby 2 lutego 1979. W trakcie studiów filozoficznych w Bomana wystąpił jednak z zakonu i zaczął kształcić się jako alumn archidiecezji Rabaul.
Święcenia kapłańskie otrzymał 10 stycznia 1987. Był m.in. prorektorem seminarium duchownego w Bomana (1989-1992) i rektorem seminarium w Rapolo (1993-1997 oraz 2000).

### Episkopat
24 czerwca 2000 papież Jan Paweł II mianował go biskupem pomocniczym Rabaul ze stolicą tytularną Turris Tamalleni. 20 września tego samego roku z rąk arcybiskupa Karla Hesse przyjął sakrę biskupią.
4 lipca 2003 mianowany biskupem diecezjalnym Kimbe. 19 stycznia 2008 na ręce papieża Benedykta XVI złożył rezygnację z zajmowanej funkcji i przeszedł na emeryturę.
Zmarł 21 marca 2016.